# Holoscotolemon oreophilum
Holoscotolemon oreophilum is een hooiwagen uit de familie Cladonychiidae.